# Holometabola
Holometabola (Endopterygota), kohorta kukaca u infrarazredu novokrilaša koja se satoji od jedanaest redova i oko 850.000 vrsta.
Larve su kod Holometabola i apodne (Curculionidae, Cerambicidae) i polipodne (Lepidoptera, Noctuidae, Hymenoptera). One s tri para pravih torakalnih nogu nazivamo oligopodne larve, a one koje uz njih imaju i više pari,  pet do 6 pari abdominalnih (lažnih) nogu nazivaju se polipodne. nemaju facetovane oči nego stemata. Način prehrane je različit nego kod Heterometabola, taskođer nemaju ni vanjskih začetaka krila, nego je njihov razvoj unutarnji. Mekog su tijela, golog ili obraskog dlačicama. Glava plipodnih larvi je sklerifikovana. 
Podjela apodnih larvi vršena je prema stupnju razvijenosti glave, a one mogu biti, eukefalne (Curculionidae, Cerambicidae), hemikefalne (Asilidae, Tipulidae, Bibionidae) i akefalne (Cyclorrhapha kod diptera).
Kukuljica postoji samo kod Holometabola, kod Heterometabola ih nema.

## Klasifikacija
- nadred Neuropterida
  - red Megaloptera
  - red Neuroptera
  - red Raphidioptera
- red Coleoptera
  - podred Polyphaga
- red Diptera
  - podred Brachycera
- red Hymenoptera
- red Lepidoptera
- red Mecoptera
- red Siphonaptera
- red Strepsiptera
- red Trichoptera
  - Setodes
- †Permosialidae
  - †Perloblatta Storozhenko, 1992
  - †Permosialis Martynov, 1928
  - †Sindomioptera Rasnitsyn, 1977
  - †Tologoptera Storozhenko, 1992
- rod †Cavalarva Aristov & Rasnitsyn, 2015

## Sinonimi
- Endopterygota
- Oligoneoptera
- Scarabaeiformes